# Juan Carlos Arce (écrivain)
Pour les articles homonymes, voir Juan Carlos Arce et Arce.
Écrivain, romancier et dramaturge, chroniqueur et juriste espagnol. Traduites en anglais, allemand, lituanien, etc., plusieurs thèses ont été écrites sur ses textes littéraires dans des universités en Italie et en République tchèque. Son travail a été étudié dans les départements de langue espagnole de diverses universités, dont Hambourg, Bari, Zurich, Groningue, Utrecht, la Nouvelle-Calédonie et l’Université de Messine (Italie). Dans ce dernier, il a été professeur invité à plusieurs reprises et a donné plusieurs conférences et cours sur la littérature et l’histoire. Nommé citoyen d’honneur aux États-Unis pour le succès de son théâtre, publié et joué là-bas, l’Association internationale des hispanistes (IAI) a consacré l’article « Le roman historique de Juan Carlos Arce » à son œuvre littéraire lors du Congrès 2007 à l’Université de la Sorbonne (Paris). Membre correspondant de l’Académie royale de jurisprudence et de législation, membre de l’Institut européen de la sécurité sociale, membre honoraire de l’Académie des lettres, de la philosophie et des beaux-arts de Messine, dont le discours d’introduction, publié à Naples en 2007, portait sur « La structure de la pièce. Validité de la tragédie." Licencié en droit de l’Université Complutense de Madrid, expert en droit communautaire ; professeur associé à l’Université Carlos III et à l’Université autonome de Madrid, il a été avocat à la Cour suprême d’Espagne et avocat au Conseil général de la magistrature ; Il a occupé divers postes dans l’administration de l’État, a travaillé sur des projets internationaux en tant que conseiller expert auprès de l’Union européenne et du Conseil de l’Europe et auprès de l’ONU en tant que consultant auprès du Programme des Nations Unies pour le développement dans les programmes d’assistance technique en Albanie et en Amérique centrale. Conseiller en emploi auprès des ambassades d’Espagne en Suisse, en Autriche, au Royaume-Uni et en Irlande. Il a également été conseiller en matière de droit du travail, de migration et de sécurité sociale aux ambassades d’Espagne à Rome et à Athènes.1 Il a travaillé comme critique de théâtre pour la revue spécialisée El Público et d’autres publications spécialisées. Pour le théâtre, il a écrit, entre autres, Para seguir quemando preguntas, qui lui a valu le prix de théâtre universitaire, La chistera sobre las dunas. White Portrait, ce dernier traduit en anglais, publié aux États-Unis par l’Université d’État de New York et les Archives Max Reinhardt et commercialisé aux États-Unis. À l’occasion de la reprise de la production théâtrale, en raison de son succès, la ville de Dallas l’a nommé citoyen d’honneur et lui a donné les clés de la ville. Il a publié plus de quatre cents articles de presse sur la littérature, l’histoire, le droit et l’actualité.

## Théâtre
- Para seguir quemando preguntas (Pour continuer à brûler les questions)
- La chistera sobre las dunas (Le Chapeau  chapeau haut de forme sur les dunes)
- Retrato en blanco (Portrait en blanc)
- La segunda vida de doña Juana Tenorio (La Deuxième Vie de Madame Juana Tenorio)
- La seconde vie de Doña Juana Tenorio
- Adargiro
- Telas y Cuerdas (Tissus et cordes)
- Los reyes del aire (Les rois de l’air)

## Narratif
- El matemático del rey (Le Mathématicien du roi)
- La mitad de una mujer (La Moitié d'une femme)
- Los colores de la guerra (Les couleurs de la guerre)
- La orilla del mundo (Le Bord du monde)
- El aire de un fantasma (L'Air d'un fantôme)
- La noche desnuda (La Nuit nue) - 2008
- Melibea no quiere ser mujer (Melibea ne veut pas être une femme)
- Entreacto (Entreacte)

## Production légale
La résiliation objective du contrat de travail. Licenciements pour motif économique et licenciements collectifs ; (Ed. Comares) 1999
Le travail des femmes dans le droit communautaire ; Ed. Tirant lo Blanc)2002
Le mâle polygame. Transformations du droit dans la société mondiale. Prix du Centre d’études financières.2010
Droit du travail et crise économique. L’invention du futur (Aranzadi).2013
Et il a participé en collaboration aux livres :
Problèmes de contrôle parlementaire ; Congrès des députés, 1995
Aperçu comparatif des licenciements collectifs dans l’Union européenne ; 1998
Traité pratique de droit du travail ; 1998
Droit du travail et de la sécurité sociale.

## Prix
Prix Fernando Lara du roman en 2002 pour Les couleurs de la guerre.2
Prix du théâtre universitaire pour  "Para seguir quemando preguntas"
Prix Dean Pedrol pour « Le maire ressuscité »
Prix du Centre d’études financières pour  pour « L’homme polygame et la pension de veuve. Transformations du droit dans la société mondiale ».